# Nicolás de Damasco
Nicolás de Damasco o Damasceno (griego Νικόλαος Δαμασκηνός, Nikolāos Damaskēnos) (64 a. C. - después de 4 a. C.) fue un historiador y filósofo sirio que vivió en tiempos del emperador romano Augusto. La apelación "de Damasco" hace alusión a su ciudad natal. Fue amigo íntimo de Herodes el Grande, a quien sobrevivió por muchos años.

## Biografía
Nació en el año 64 a. C., hijo de Berenice y de Antípatro, quien hizo fortuna como orador, tenía un hermano llamado Ptolomeo. Recibió una brillante instrucción en las academias griegas de Siria. Muy joven aún empezó a escribir tragedias y comedias, antes de volverse hacia el estudio de la filosofía de Aristóteles, transformándose en filósofo peripatético y autor de un Sobre la filosofía de Aristóteles. En algún momento llegó a ser secretario de Herodes I, convertido en rey de Judea en 40 a. C. a causa del favor del triunviro Marco Antonio. Según Sofronio I de Jerusalén, se convirtió en preceptor de los hijos del triunviro y de Cleopatra, los jóvenes Alejandro Helios y Cleopatra Selene II, nacidos en 40 a. C. y, quizás, Ptolomeo Filadelfo, nacido en 36 a. C. Abandonó seguramente Egipto después de la conquista por Octavio Augusto en 30 a. C.  
Al servicio de Herodes I, amante de la filosofía, se convirtió en un importante cortesano; introdujo asimismo a su hermano Ptolomeo. En 14 a. C. fue encargado de negociar con Marco Vipsanio Agripa, tenido en ese momento como sucesor potencial del emperador Augusto, que se encontraba entonces en Asia Menor, para que defendiera la causa de los judíos que vivían en las ciudades helenizadas, y consiguió convencerlo de que abandonara su proyecto de gravar con un impuesto a los ciudadanos de Ilium.  
Cuando Herodes provocó la ira de Augusto al declarar la guerra a los nabateos, Nicolás fue enviado a Roma para aplacar al emperador. Igualmente estuvo mezclado en los numerosos dramas que ensangrentaron los últimos años del reinado de Herodes. Fue él quien, en nombre del propio Herodes, acusó al propio hijo del rey, Antípater, ante el gobernador romano de Siria, Publio Quintilio Varo, quien ejercía una tutela sobre el reino de Judea. 
Tras la muerte de Herodes en 4 a. C., a la edad de sesenta años, volvió una vez más a Roma con el hijo de Herodes, Herodes Arquelao, a fin de convencer al emperador para apoyar su candidatura a la sucesión de su padre. Se desconoce todo lo demás sobre su vida: si quedó en Roma o volvió a Oriente, ni siquiera el año de su muerte.

## Obra
Su principal obra fue una historia universal en 144 libros, de la que solo quedan unos pocos fragmentos. Escribió además una autobiografía, una vida del emperador Octavio Augusto, algunos textos filosóficos y tragedias; de una de ellas, Susana, sólo se ha conservado el título.
Según el historiador judío Flavio Josefo, Nicolás es una de sus principales fuentes sobre la vida y el reinado de Herodes; siendo citado frecuentemente.  También según Josefo, Nicolás menciona a Abraham en el libro IV de su Historia y es uno de los autores griegos que comentan del diluvio universal, del arca de Noé y de otros hechos relativos a la historia bíblica.
Nicolás es conocido, además, por su noticia sobre una embajada enviada alrededor del año 13 por un rey indio llamado Pandión, acaso refiriéndose a un soberano de la dinastía Pandya, o, según otros, Poro, al emperador Augusto. Entre los documentos diplomáticos de la embajada se incluía uno escrito en griego. En Atenas, un sramana que formaba parte de ella se quemó vivo, hecho que adquirió celebridad, llegando incluso a ser citado por Estrabón y Dión Casio. La tumba construida para el sramana, todavía visible en tiempos de Plutarco, contenía la leyenda "ΖΑΡΜΑΝΟΧΗΓΑΣ ΙΝΔΟΣ ΑΠΟ ΒΑΡΓΟΣΗΣ" (Zarmanochegas, Indio de Barygaza").